# Étaule
Étaule – miejscowość i gmina we Francji, w regionie Burgundia-Franche-Comté, w departamencie Yonne.
Według danych na rok 1990 gminę zamieszkiwały 393 osoby, a gęstość zaludnienia wynosiła 44 osoby/km² (wśród 2044 gmin Burgundii Étaule plasuje się na 534. miejscu pod względem liczby ludności, natomiast pod względem powierzchni na miejscu 991.).